# Torneio de xadrez de Moscou de 1982
O Torneio de xadrez de Moscou de 1982 foi um dos três torneios interzonais realizados com o objetivo de selecionar dois jogadores para participar do Torneio de Candidatos de 1983, que foi o Torneio de Candidatos do ciclo 1982-1984 para escolha do desafiante ao título no Campeonato Mundial de Xadrez de 1984. A competição foi realizada na cidade em Moscou em setembro e teve como vencedor Garry Kasparov.

## Tabela de resultados[1][3]
Os nomes em fundo verde claro indicam os jogadores que participaram do torneio de Candidatos do ano seguinte:
|    |                               | Rating | 1 | 2 | 3 | 4 | 5 | 6 | 7 | 8 | 9 | 10 | 11 | 12 | 13 | 14 | Total | Tie break |
| -- | ----------------------------- | ------ | - | - | - | - | - | - | - | - | - | -- | -- | -- | -- | -- | ----- | --------- |
| 1  | URS Garry Kasparov            | 2675   | - | ½ | ½ | ½ | ½ | ½ | 1 | 1 | 1 | 1  | 1  | 1  | 1  | ½  | 10    |           |
| 2  | URS Alexander Beliavsky       | 2620   | ½ | - | 1 | ½ | 1 | 1 | 0 | 0 | 1 | 1  | 0  | 1  | ½  | 1  | 8½    |           |
| 3  | URS Mikhail Tal               | 2610   | ½ | 0 | - | ½ | ½ | ½ | 1 | ½ | ½ | 1  | 1  | ½  | 1  | ½  | 8     | 48.00     |
| 4  | SWE Ulf Andersson             | 2610   | ½ | ½ | ½ | - | 0 | ½ | 1 | ½ | ½ | ½  | 1  | 1  | ½  | 1  | 8     | 47.50     |
| 5  | URS Efim Geller               | 2565   | ½ | 0 | ½ | 1 | - | ½ | ½ | 0 | 1 | 1  | ½  | ½  | 1  | ½  | 7½    | 46.50     |
| 6  | CUB Guillermo Garcia Gonzales | 2500   | ½ | 0 | ½ | ½ | ½ | - | 1 | 1 | 0 | 1  | 1  | ½  | 0  | 1  | 7½    | 45.25     |
| 7  | ISR Jacob Murey               | 2500   | 0 | 1 | 0 | 0 | ½ | 0 | - | 1 | ½ | ½  | ½  | ½  | 1  | 1  | 6½    |           |
| 8  | HUN Gyula Sax                 | 2560   | 0 | 1 | ½ | ½ | 1 | 0 | 0 | - | ½ | ½  | 0  | ½  | ½  | 1  | 6     | 37.50     |
| 9  | EUA Larry Christiansen        | 2505   | 0 | 0 | ½ | ½ | 0 | 1 | ½ | ½ | - | 0  | ½  | ½  | 1  | 1  | 6     | 34.25     |
| 10 | YUG Dragoljub Velimirović     | 2495   | 0 | 0 | 0 | ½ | 0 | 0 | ½ | ½ | 1 | -  | ½  | 1  | 1  | ½  | 5½    |           |
| 11 | NED John van der Wiel         | 2520   | 0 | 1 | 0 | 0 | ½ | 0 | ½ | 1 | ½ | ½  | -  | ½  | 0  | ½  | 5     | 31.25     |
| 12 | ROM Florin Gheorghiu          | 2535   | 0 | 0 | ½ | 0 | ½ | ½ | ½ | ½ | ½ | 0  | ½  | -  | 1  | ½  | 5     | 29.25     |
| 13 | PHI Ruben Rodriguez           | 2415   | 0 | ½ | 0 | ½ | 0 | 1 | 0 | ½ | 0 | 0  | 1  | 0  | -  | 1  | 4½    |           |
| 14 | ARG Miguel Quinteros          | 2520   | ½ | 0 | ½ | 0 | ½ | 0 | 0 | 0 | 0 | ½  | ½  | ½  | 0  | -  | 3     |           |